# Jürgen Lehmann (Germanist)
Jürgen Lehmann (* 5. November 1940 in Potsdam) ist ein emeritierter deutscher Literaturwissenschaftler und war bis 2006 Inhaber des Lehrstuhls für Vergleichende Literaturwissenschaft und Neuere Deutsche Literaturgeschichte an der Universität Erlangen-Nürnberg.

## Biografie
Lehmann besuchte in der DDR die Schule und anschließend das Gymnasium Paulinum in Münster, wo er 1961 das Abitur ablegte. Er studierte an der Universität Münster, der Albert-Ludwigs-Universität Freiburg, der Lomonossow-Universität Moskau und der Universität Leningrad Germanistik, Slawistik und Philosophie, legte 1968 das Staatsexamen für das Höhere Lehramt in den Fächern Deutsch und Russisch ab und wurde 1973 mit einer slawistischen Dissertation über den russischen Literaturkritiker Apollon A. Grigorjew promoviert.
Von 1969 bis 1974 war er als wissenschaftlicher Assistent am Slawischen Seminar der Universität Freiburg tätig. 1974 wechselte er Fach und Universität, arbeitete als wissenschaftlicher Assistent am Seminar für deutsche Philologie der Universität Göttingen, wo er 1985 mit einer Arbeit über Theorie und Geschichte der Autobiografie habilitiert wurde. Von 1985 bis 1987 leitete er ein Teilprojekt am DFG-Sonderforschungsbereich „Literarische Übersetzung“.
Nach zwei Lehrstuhlvertretungen am Deutschen Seminar in Freiburg (Lehrstühle Gerhard Neumann und Gerhard Kaiser) wurde er 1988 auf den Lehrstuhl für Vergleichende Literaturwissenschaft und Neuere Deutsche Literatur der Universität Erlangen-Nürnberg berufen. Von 1989 bis 2006 war er im Auftrag des bayerischen Kulturministeriums zuständig für die Themenauswahl im Fach Deutsch im bayerischen Staatsexamen.
Lehmann war zudem an der Universität Erlangen-Nürnberg von 1994 bis 1996 Dekan der Philosophischen Fakultät II sowie von 1996 bis 2000 Mitglied des Senats. Von 1999 bis 2001 war er Mitglied der Fachkommission Germanistik für die Koordinierung der Ordnung von Studium und Prüfungen bei der Ständigen Konferenz der Kulturminister der Länder in der Bundesrepublik Deutschland und von 2000 bis 2014 Mitglied des Kuratoriums des Instituts für deutsche Kultur und Geschichte Südosteuropas an der Ludwig-Maximilians-Universität München.

## Forschungsschwerpunkte
Lehmanns Forschungsschwerpunkte liegen insbesondere im Bereich der Komparatistik/Deutsch-russische literarische und kulturelle Beziehungen, der literarischen Übersetzung, der Geschichte der deutschen Literatur, der Ästhetik und Literaturtheorie, der Romantheorie und Romangeschichte, der Theorie und Geschichte der Autobiographie, der Celanforschung sowie der Regionalliteratur.

## Veröffentlichungen (Auswahl)

### Als Autor
- Der Einfluss der Philosophie des Deutschen Idealismus in der russischen Literatur des 19. Jahrhunderts. Die „organische Kritik“ Apollon A. Grigor’evs.  Winter Verlag, Heidelberg 1975 (Phil. Dissertation, Freiburg i. Br. 1973), ISBN 978-3-533-02469-9.
- Bekennen-Erzählen-Berichten. Studien zu Theorie und Geschichte der Autobiographie. Habilitationsschrift. Niemeyer, Tübingen 1988, ISBN 978-3-484-18098-7.
- Geschichte des Romans von den Ursprüngen bis zur Mitte des 20. Jahrhunderts Bde. I-III. Studienbrief Universität Hagen, 2000–2002, 377 S.
- Russische Literatur in Deutschland. Ihre Rezeption durch deutschsprachige Schriftsteller und Kritiker vom 18. Jahrhundert bis zur Gegenwart. Stuttgart, Metzler 2015, ISBN 978-3-476-05373-2.
- Wege nach Westen – Wege nach Osten. Erinnerungen an eine Jugend in Deutschland. Berlin, Frank & Timme-Verlag 2021, ISBN 978-3-7329-0736-6.

### Als Herausgeber
- Kommentar zu Paul Celans „Die Niemandsrose“. Winter Verlag, Heidelberg 1997, 1998, 2002, 2003, ISBN 978-3-8253-0465-2.
- Kommentar zu Paul Celans „Sprachgitter“. Winter Verlag, Heidelberg 2005, ISBN 978-3-8253-5136-6.
- mit Christine Ivanovic: Stationen. Kontinuität und Entwicklung in Paul Celans Übersetzungswerk. Winter, Heidelberg 1997, ISBN 978-3-8253-0611-3.
- mit Markus May, Peter Gossens: Celan-Handbuch. Metzler, Stuttgart 2008, 2012, 2020. ISBN 978-3-476-05331-2.
- mit Gerald Volkmer: Rumäniendeutsche Erinnerungskulturen. Formen und Funktionen des Vergangenheitsbezuges in rumäniendeutscher Historiographie und Literatur im Kontext kulturwissenschaftlicher Beschreibungsmodelle. Pustet, Regensburg 2016, ISBN 978-3-7917-2784-4.

### Aufsätze
Komparatistik / Deutsch-russische Literaturbeziehungen
- Übersteigen und Übersetzen. Zum Problem der Grenzüberschreitung bei Rainer Maria Rilke und Marina Cvetaeva. In: Rilke und die Weltliteratur. Hg. V. Manfred Engel, Dieter Lamping. Düsseldorf-Zürich 1999, S. 263–280, ISBN 978-3-538-07084-4.
- Städtebild und Image. Die Bedeutung Weimars für die Entstehung eines literarischen Deutschlandbildes in der europäischen Literatur des 19. Jahrhunderts. In: Hebbel-Jahrbuch 2000, S. 135–154.

Die literarische Übersetzung
- Intertextualität als Problem der Übersetzung. Die Mandel’štam-Übersetzungen Paul Celans. In: Poetica 19 (1987), H. 3/4, S. 238–260.
- Übersetzung. In: Fischer Literatur. Hg.: Ulfert Ricklefs. Frankfurt am Main 1996, Bd. 3, S. 1884–2005.

Geschichte der deutschen Literatur
- Gerhart Hauptmann „Die Weber“. Interpretationen. In: Theo Elm (Hg.): Dramen des 19. Jahrhunderts. Reclam Stuttgart 1997, S. 306–328, ISBN 978-3-15-009631-4.
- Über die Gerechtigkeit von Vergleichen. Thomas Manns Essay „Goethe und Tolstoi“. In: Sebastian Donat, Roger Lüdeke, Stephan Packard, Virginia Richer (Hg.). Poetische Gerechtigkeit. Düsseldorf 2012, S. 117–137, ISBN 978-3-940671-41-7

Ästhetik und Literaturtheorie
- Ambivalenz und Dialogizität. Zur Theorie der Rede bei Michail Bachtin. In: Friedrich A. Kittler, Horst Turk. (Hg.): Urszenen. Literaturwissenschaft als Diskursanalyse und Diskurskritik. Suhrkamp, Frankfurt a. M. 1977, S. 355–380, ISBN 978-3518074756

Theorie und Geschichte der Autobiographie
- Autobiographie. In: Reallexikon der deutschen Literaturwissenschaft. Hg. V. Klaus Weimar et al., De Gruyter, Berlin 1997. Bd. I, S. 169–173, ISBN 978-3-11-010896-5.

Celan-Forschung
- Atmen und Verstummen. Anmerkungen zu einem Motiv-Komplex bei Mandel’štam und Celan. In: Gerhard Buhr, Roland Reuß (Hg.): Paul Celan „Atemwende“. Materialien. Königshausen und Neumann, Würzburg 1991, S. 187–199, ISBN 978-3-88479-528-6.
- „Landschaft“ als poetische und poetologische Kategorie bei Paul Celan. In: Joachim Wolschke-Buhlman et al. (Hg.): Natur- und Landschaftswahrnehmung in deutschsprachiger jüdischer  und christlicher Literatur in der ersten Hälfte des 20. Jahrhunderts. Meidenbauer, München 2010, S.  125–136, ISBN 978-3-89975-185-7
- ‘Gegenwort in dunkeln Zeiten‘. Anmerkungen zur Heine-Rezeption bei Paul Celan. In: Werner Frick (Hg.): Heinrich Heine. Neue Lektüren. Rombach, Freiburg i. Br. 2011, S. 313–333, ISBN 978-3-7930-9653-5

Regionalliteratur
- „Bauernroman“, „Dorfgeschichte“ und „Dorfprosa“. Anmerkungen zur Theorie und Geschichte, zu Formen und Funktionen der Landlebenliteratur. In: Danubia Carpathica. Jahrbuch für Geschichte und Kultur in den deutschen Siedlungsgebieten Südosteuropas Bd. 5 (52), 2011, S. 119–136.

### Festschrift für Jürgen Lehmann
- Markus May, Tanja Rudtke (Hg.): Bachtin im Dialog. Festschrift für Jürgen Lehmann. Winter Verlag, Heidelberg 2006, ISBN 978-3-8253-5279-0.